# Aeroportul Zhangjiakou Ningyuan
Aeroportul Zhangjiakou Ningyuan (IATA: ZQZ, ICAO: ZBZJ) este un aeroport din Hebei, Republica Populară Chineză ce deservește zona Zhangjiakou⁠(d). Aeroportul a fost tranzitat în 2022 de 301.263 de pasageri. A fost deschis în 16 iunie 2013 și numit după zona deservită.
Aeroportul dispune de o singură pistă.